# Territorio indígena originario campesino de Bolivia
En Bolivia, un territorio indígena originario campesino es una entidad territorial autónoma.La figura está descrita en la Constitución Política del Estado.

El Estado reconoce, protege y garantiza la propiedad comunitaria o colectiva, que comprende el territorio indígena originario campesino, las comunidades interculturales originarias y de las comunidades campesinas.
Constitución Política del Estado Plurinacional de Bolivia, Articulo 394, Parágrafo III

## Historia
Las tierras comunitarias de origen (TCO) fueron territorios en poder de los pueblos indígenas a través de títulos colectivos. A partir de la publicación del decreto supremo 0727 de 6 de diciembre de 2010 las TCO pasaron a denominarse territorios indígenas originario campesinos (TIOC).
La creación de estos territorios ha sido un objetivo importante de los movimientos indígenas bolivianos y una iniciativa política impulsada por gobiernos nacionales identificados tanto por el neoliberalismo como por los indígenas. Las TCO están siendo incluidas bajo el régimen de autonomía indígena originario campesina. A junio de 2009 se habían propuesto 60 TCO en las tierras bajas, de las cuales 12 habían completado la titulación y 143 se habían propuesto en las tierras altas, de las cuales 72 tenían títulos definitivos. Más de 16 800 000 hectáreas han sido incorporadas a las tierras comunitarias de origen a diciembre de 2009, más del 15% de la superficie terrestre de Bolivia.
La titulación de territorios indígenas fue impulsada por la Marcha por el Territorio y la Dignidad de julio y agosto de 1990, organizada por la Confederación de Pueblos Indígenas del Oriente Boliviano (CIDOB). Esta marcha exigió el reconocimiento de cuatro territorios indígenas, lo que fue otorgado mediante decretos supremos emitidos el 24 de septiembre de 1990. El reconocimiento estatal se formalizó a través de la ley de Reforma Agraria de 1993, que autorizó la tenencia comunitaria de tierras y formalizó las tierras comunitarias de origen como vehículo de esa tenencia. La responsabilidad de verificar y otorgar el título recayó en el Instituto Nacional de Reforma Agraria. En la revisión de 1994 de la Constitución de Bolivia se incorporó en el artículo 171 que los indígenas tenían derecho a ejercer "derechos sociales, económicos y culturales" a través de las TCO. En la constitución de 2009, las TCO reaparecen como territorios indígena originario campesinos en el artículo 403. Un estudio de la Fundación Tierra encontró que si bien el gobierno de Evo Morales ha avanzado significativamente en la titulación de TCO, se ha resistido a garantizar los derechos constitucionales de los residentes de TCO sobre el manejo de sus territorios y recursos.
Para mayo de 2020 existían 405 TCO, de ellas 347 pertenecen a tierras altas y 58 a tierras bajas, y la superficie titulada asciende a 24 012 318 hectáreas.
| Emblema | Nombre                                                               | Localización                                 | Área (hectáreas) | Fecha de establecimiento         | Establecido por                                  | Pueblos indígenas                                                           | Estatus previo                                        |
| ------- | -------------------------------------------------------------------- | -------------------------------------------- | ---------------- | -------------------------------- | ------------------------------------------------ | --------------------------------------------------------------------------- | ----------------------------------------------------- |
|         | Territorio indígena Sirionó                                          |                                              | 52 408.71        | 24 de septiembre de 1990         | Decreto supremo 22609                            | Sirionó                                                                     |                                                       |
|         | Territorio indígena y parque nacional Isiboro-Sécure                 | Límite Cochabamba/Beni                       | 1 372 180        | 24 de septiembre de 1990         | Decreto supremo 22610                            | Mojeño trinitario, yuracaré, chimán                                         | Parque nacional (desde 1965)                          |
|         | Territorio indígena multiétnico I                                    | Beni                                         | 365 483.26       | 24 de septiembre de 1990         | Decreto supremo 22611                            | Mojeño trinitario, mojeño ignaciano, movima, yuracaré, chimán               |                                                       |
|         | Territorio indígena Chimán I                                         | Beni                                         | 337 360.44       | 24 de septiembre de 1990         | Decreto supremo 22611                            | Chimán                                                                      |                                                       |
|         | Reserva de la biosfera y tierra comunitaria de origen Pilón Lajas    | Región de Yungas, norte de La Paz y del Beni | 400 000          | 9 de abril de 1992               | Decreto supremo 23110                            | Mosetén, chimán, tacana                                                     | Reserva de la biosfera (desde 1977)                   |
|         | Tierras comunitarias de origen Chayantaka                            | Norte de Potosí                              | 36 366.79        | Julio de 2005                    | Titulación INRA completada                       | Ayllu Chayantaka                                                            |                                                       |
|         | Territorio indígena Lomerío Chiquitano                               |                                              | 259 188          | 9 de abril de 1992 junio de 2006 | Decreto supremo 23112 Titulación INRA completada | Chiquitano                                                                  |                                                       |
|         | Territorio indígena chiquitano Monte Verde                           | Provincia Ñuflo de Chaves, Santa Cruz        | 947 440.8        | 3 de julio de 2007               | Titulación completada y otorgada                 | Chiquitano                                                                  |                                                       |
|         | Territorio indígena Araona                                           |                                              |                  | 9 de abril de 1992               | Decreto supremo 23108                            |                                                                             |                                                       |
|         | Tierras comunitarias de origen Yuki-Río Ichilo                       | Cochabamba                                   |                  | 9 de abril de 1992 abril de 1997 | Decreto supremo 23111 Título INRA RTIT00-000006  | Yuqui, yuracaré, mojeño trinitario, movima                                  |                                                       |
|         | Tierras comunitarias de origen Yuracaré                              | Cochabamba                                   | 241 170.5        |                                  |                                                  | Yuracaré                                                                    |                                                       |
|         | Tierras comunitarias de origen Avatiri Ingre                         | Chuquisaca                                   |                  |                                  |                                                  | Guaraní                                                                     | Estancias con guaraníes en condiciones de servidumbre |
|         | Tierras comunitarias de origen Avatiri Huacareta                     | Chuquisaca                                   |                  |                                  |                                                  | Guaraní                                                                     | Estancias con guaraníes en condiciones de servidumbre |
|         | Tierras comunitarias de origen Avatiri Ingre                         | Chuquisaca                                   |                  |                                  |                                                  | Guaraní                                                                     | Estancias con guaraníes en condiciones de servidumbre |
|         | Tierras comunitarias de origen Machareti-Ñancaroinza-Carandayti      | Chuquisaca                                   |                  |                                  |                                                  | Guaraní                                                                     | Estancias con guaraníes en condiciones de servidumbre |
|         | Tierras comunitarias de origen Itikaraparirenda                      | Chuquisaca                                   |                  |                                  |                                                  | Guaraní                                                                     | Estancias con guaraníes en condiciones de servidumbre |
|         | Territorio autónomo Guaraní Charagua Iyambae                         | Santa Cruz                                   |                  |                                  |                                                  | Guaraní                                                                     | Estancias con guaraníes en condiciones de servidumbre |
|         | Tierras comunitarias de origen Nor Lípez                             | Provincia de Nor Lípez, Potosí               | 2 000 291        | 19 de abril de 2011              | Titulación INRA completada                       | Central Única Provincial de Comunidades Originarias de Nor Lípez            |                                                       |
|         | Tierras comunitarias de origen Jatun Ayllu-Juchuy Ayllu-Chaupi Ayllu | Provincia de Sud Lípez, Potosí               | 1 557 532        | 19 de abril de 2011              | Titulación INRA completada                       | Comunidades indígenas Jatun Ayllu, Juchuy Ayllu, Chaupi Ayllu               |                                                       |
|         | Tierras comunitarias de origen Enrique Baldivieso                    | Provincia de Enrique Baldivieso, Potosí      | 227 003          | 19 de abril de 2011              | Titulación INRA completada                       | Central Única de la Provincia de Comunidades Originarias Enrique Baldivieso |                                                       |